# Linxe
Linxe – miejscowość i gmina we Francji, w regionie Nowa Akwitania, w departamencie Landy.
Według danych na rok 1990 gminę zamieszkiwało 980 osób, a gęstość zaludnienia wynosiła 12 osób/km² (wśród 2290 gmin Akwitanii Linxe plasuje się na 436. miejscu pod względem liczby ludności, natomiast pod względem powierzchni na miejscu 50.).